# Servance
Servance est une ancienne commune française, située dans le département de la Haute-Saône en région Bourgogne-Franche-Comté. Le village a donné son nom au ballon éponyme (ballon de Servance à 1 216 m).
Le 1er janvier 2017, elle fusionne avec Miellin pour former la commune nouvelle de Servance-Miellin dont elle devient le siège.

## Géographie
Servance est située dans les Vosges saônoises, sur le plateau des Mille Étangs.

### Hydrographie
Servance est traversée par la rivière Ognon, qui y présente une cascade, le Saut de l'Ognon ; la rivière prend sa source plus haut, dans la commune de Château - Lambert, à 904 mètres d'altitude.

## Toponymie
Le nom de la localité est Serevans en 1209 puis Sevrance en 1316, Servantia en 1372 et finalement Servance en 1553. Ce mot signifie en langue d'oïl « service ou redevance d'un fief ».

## Histoire

### Origine légendaire
Selon une légende locale, l'emplacement de Servance était autrefois occupé par un lac (d'origine glaciaire). Vers 1300, la fille du seigneur de Montandré s'y noya, et pour retrouver son corps, son père fit ouvrir le verrou glaciaire, à l'emplacement de l'actuel saut de l'Ognon. Dans la vallée asséchée fut construit plus tard le village de Servance.

### Des réfugiés catholiques
Au Moyen Âge et jusqu'à la fin du XVe siècle, Servance était un tout petit village très peu peuplé. Il ne s'agrandit qu'après la réforme protestante. Servance accueillit en effet à cette époque de nombreux catholiques venus se réfugier dans le secteur de Melisey. Aujourd'hui encore, les plus anciennes familles de Servance descendent de ces réfugiés.

### Exploitation minière et industrie

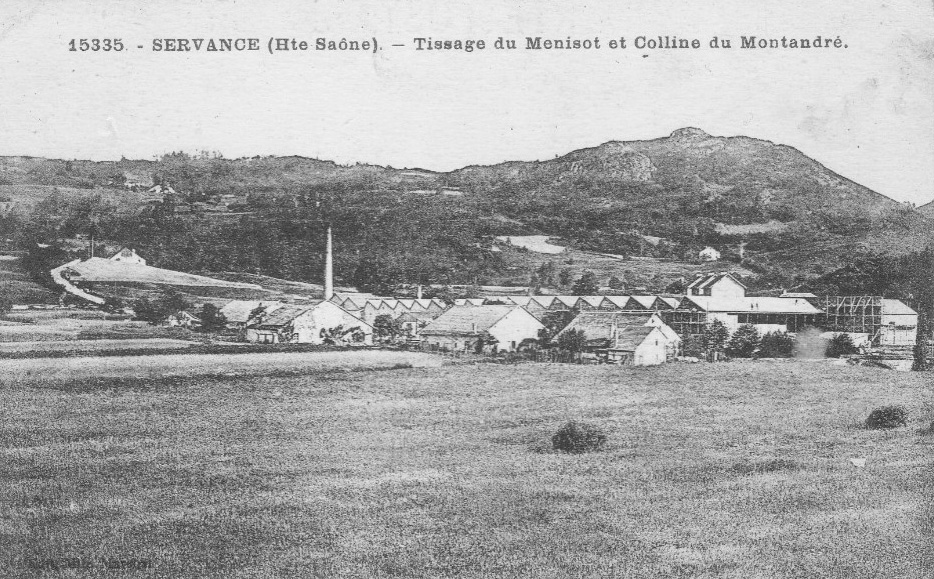
Le tissage de Servance.

Servance connaît une exploitation de minerai de fer de 1824 à 1829,.
Un tissage était actif sur la commune au début du XXe siècle.
Joseph François Varelle (1794-1863) ouvre une graniterie au Pont de Miellin en 1835. Il exploite alors des roches de la région : granite des Crêtes, granite des Ballons, porphyre "vert antique" de Belfahy et surtout le porphyre vert de Ternuay avec lequel sera fabriqué la semelle et le socle du tombeau de Napoléon aux Invalides. L'affaire est ensuite reprise par son fils Félix François Varelle (1822-1878) puis ses petites filles Zulma Cathlin (1856-?) et Célina Fuhrel (1858-1936). L'activité sera poursuivie à partir de 1901 par Forel, Le Morvan, Riboulet, Josserand et Frechin, pour s'arrêter juste après la Seconde Guerrre mondiale.

### Seconde Guerre mondiale
Le 4 octobre 1944, le 1er bataillon de choc stationné à Servance, avec l’appui du 3e régiment de chasseurs d'Afrique, fut chargé de libérer l’axe La Grève-Miellin-Ballon de Servance contrôlé par les Allemands. Les combats furent extrêmement violents et le lieutenant Durieux fut tué ainsi que quatre de ses chasseurs : Georges Schlumberger, François Delpon de Vissec, Bouisseau et Brécourt.
Une plaque commémorative, représentant l’insigne du bataillon avec sa devise En pointe toujours, fut placée à la cote 820 et une rue de Servance fut baptisée rue du 1er-Bataillon-de-Choc.

### Commune nouvelle
La commune de Servance fusionne avec celle de Miellin pour former la commune nouvelle de Servance-Miellin le 1er janvier 2017.

## Politique et administration

Carte départementale représentant en rouge la communauté de communes de la haute vallée de l'Ognon.

### Évolutions du territoire communal
La commune de Servance a été constituée lors de la Révolution française.
Son territoire a été amputé par la création, en 1821, de la commune de Miellin et, en 1841, Haut-du-Them. Celle-ci deviendra Haut-du-Them-Château-Lambert en 1972, lors de sa fusion avec Château-Lambert.
Dans le cadre d'un mouvement inverse, la commune de Servance fusionne avec celle de Miellin pour former la commune nouvelle de Servance-Miellin le 1er janvier 2017.

### Rattachements administratifs et électoraux
La commune fait partie de l'arrondissement de Lure du département de la Haute-Saône, en région Bourgogne-Franche-Comté. Pour l'élection des députés, elle dépend de la deuxième circonscription de la Haute-Saône.
Elle fait partie depuis 1793 du canton de Mélisey. Dans le cadre du redécoupage cantonal de 2014 en France, ce canton s'est agrandi, passant de 13 à 34 communes.

### Intercommunalité
La commune fait partie de la communauté de communes de la haute vallée de l'Ognon, intercommunalité créée au 1er janvier 2004.

### Liste des maires

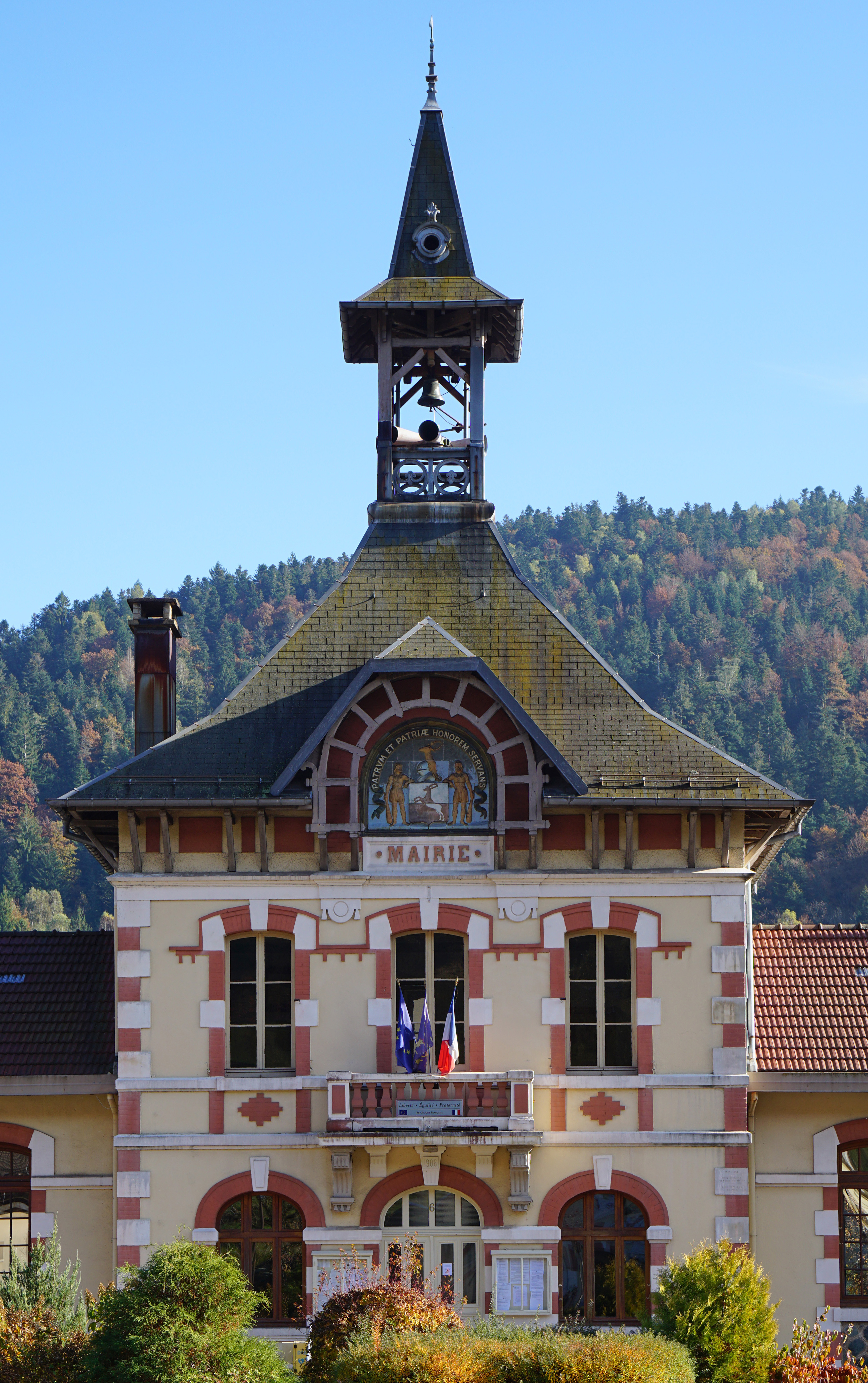
La mairie.

| Période                                  | Période                             | Identité        | Étiquette | Qualité |
| ---------------------------------------- | ----------------------------------- | --------------- | --------- | --- |
| avant 1962                               | ?                                   | Alfred Clerget  | UNR       | Industriel, député, Président du Conseil Général                                                                                 |
| Les données manquantes sont à compléter. |                                     |                 |           | |
| 1983 ou avant                            |                                     | Marcel Millotte |           | |
| Les données manquantes sont à compléter. |                                     |                 |           | |
| mars 2001                                | mars 2008                           | Michel Bresson  |           | |
| mars 2008                                | décembre 2016 (fusion des communes) | Henri Saintigny |           | Président de la CC Haute Vallée de l'Ognon (2008 → 2014) Premier maire de Servance-Miellin (2017) Réélu pour le mandat 2014-2016 |

## Population et société

### Démographie
L'évolution du nombre d'habitants est connue à travers les recensements de la population effectués dans la commune depuis 1793. À partir du 1er janvier 2009, les populations légales des communes sont publiées annuellement dans le cadre d'un recensement qui repose désormais sur une collecte d'information annuelle, concernant successivement tous les territoires communaux au cours d'une période de cinq ans. 
Pour les communes de moins de 10 000 habitants, une enquête de recensement portant sur toute la population est réalisée tous les cinq ans, les populations légales des années intermédiaires étant quant à elles estimées par interpolation ou extrapolation. Pour la commune, le premier recensement exhaustif entrant dans le cadre du nouveau dispositif a été réalisé en 2005,.
En 2014, la commune comptait 776 habitants, en évolution de −10,29 % par rapport à 2009 (Haute-Saône : −0,35 %, France hors Mayotte : +2,49 %).
| 1793  | 1800  | 1806  | 1821  | 1831  | 1836  | 1841  | 1846  | 1851  |
| ----- | ----- | ----- | ----- | ----- | ----- | ----- | ----- | ----- |
| 4 055 | 3 564 | 3 892 | 4 740 | 5 100 | 4 306 | 2 731 | 2 670 | 2 472 |

| 1856  | 1861  | 1866  | 1872  | 1876  | 1881  | 1886  | 1891  | 1896  |
| ----- | ----- | ----- | ----- | ----- | ----- | ----- | ----- | ----- |
| 2 110 | 2 308 | 2 386 | 2 156 | 2 120 | 2 020 | 1 882 | 1 769 | 1 695 |

| 1901  | 1906  | 1911  | 1921  | 1926  | 1931  | 1936  | 1946  | 1954  |
| ----- | ----- | ----- | ----- | ----- | ----- | ----- | ----- | ----- |
| 1 602 | 1 603 | 2 039 | 1 823 | 1 742 | 1 624 | 1 575 | 1 520 | 1 489 |

| 1962  | 1968  | 1975  | 1982  | 1990  | 1999 | 2005 | 2010 | 2014 |
| ----- | ----- | ----- | ----- | ----- | ---- | ---- | ---- | ---- |
| 1 468 | 1 365 | 1 354 | 1 244 | 1 099 | 955  | 910  | 846  | 776  |

En 1790, Servance est la deuxième commune du département en population (derrière Vesoul) en accueillant des travailleurs pour ses mines métalliques et des réfugiés venus du comté de Montbéliard.

### Manifestations culturelles et festivités
Servance accueille chaque année deux festivals :
- une randonnée de Mille pas aux 1000 étangs (festival de randonnée) ;
- un concert de Musique et Mémoire (festival de musique baroque) ;
- une randonnée VTT (le dernier dimanche d'août) ;
- une brocante le premier dimanche du mois de juin.

### Médias et nouvelles technologies
Servance bénéficie de son propre émetteur TNT implanté à Haut-du-Them, ainsi que d'un NRA ADSL (aucun dégroupage) et de 2 antennes implantées dans le même site (1 SFR en 2G, 3G et 1 Orange 2G)[réf. nécessaire].

## Culture locale et patrimoine

### Lieux et monuments

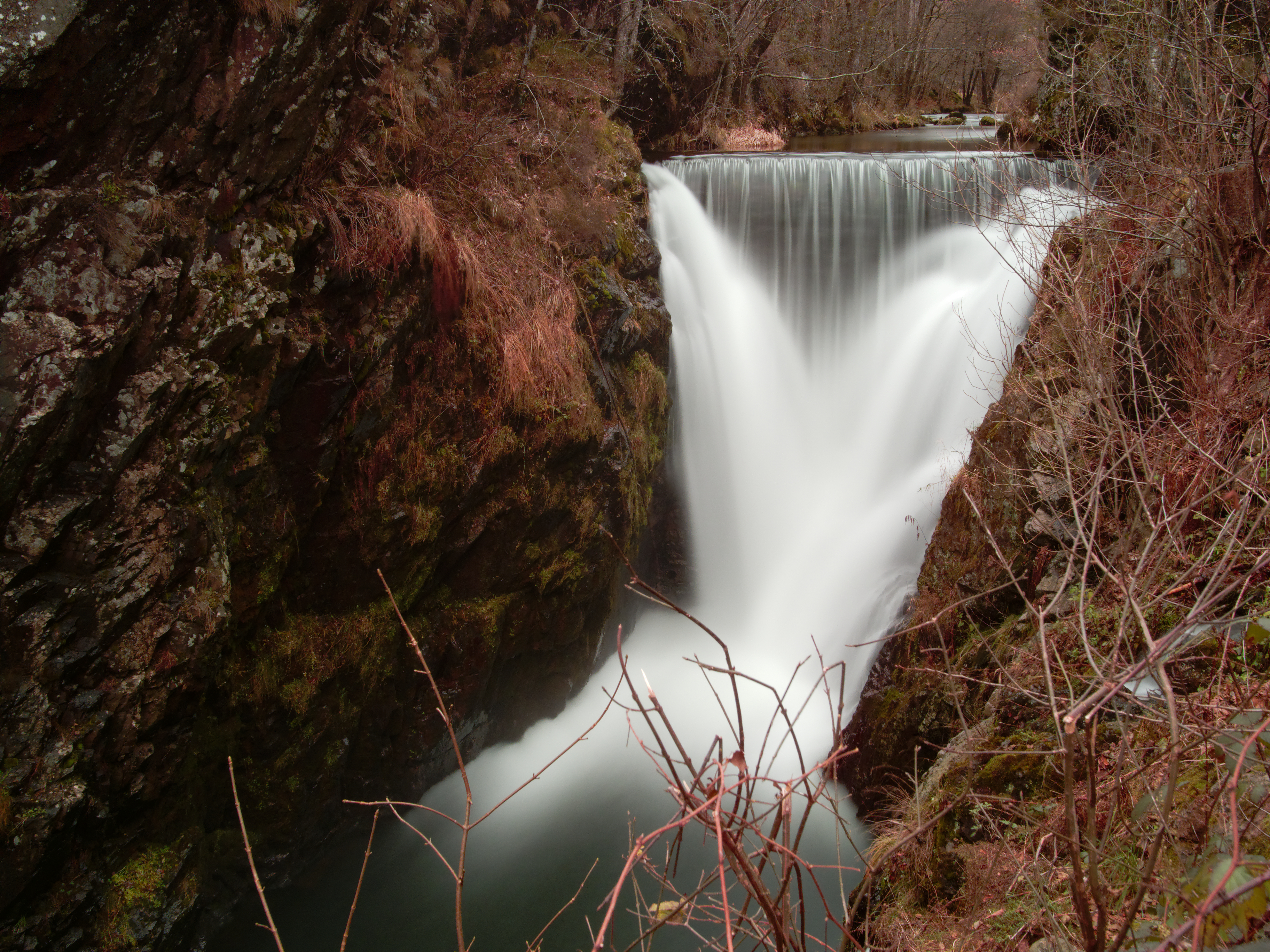
Le Saut de l'Ognon.

- Le saut de l'Ognon, petite chute artificielle de 13 mètres dans un milieu bucolique. La légende dit que les truites en remontent la chute d'eau... On y accède facilement grâce à un sentier aménagé.
- Ancienne scierie Martin remise en état de fonctionnement avec son canal d'amenée, sa roue à aubes, son haut-fer. Le bâtiment date de la fin du XIXe siècle tandis que le mécanisme a plus de 200 ans. Visite guidée sur demande.
- L'église, qui date de 1689, a été construite 74 ans après l'incendie de l'édifice précédent. On peut y voir un très beau retable baroque du XVIIIe siècle ainsi que des vitraux figuratifs du XXe siècle.

L'église Notre-Dame-de-l'Assomption.
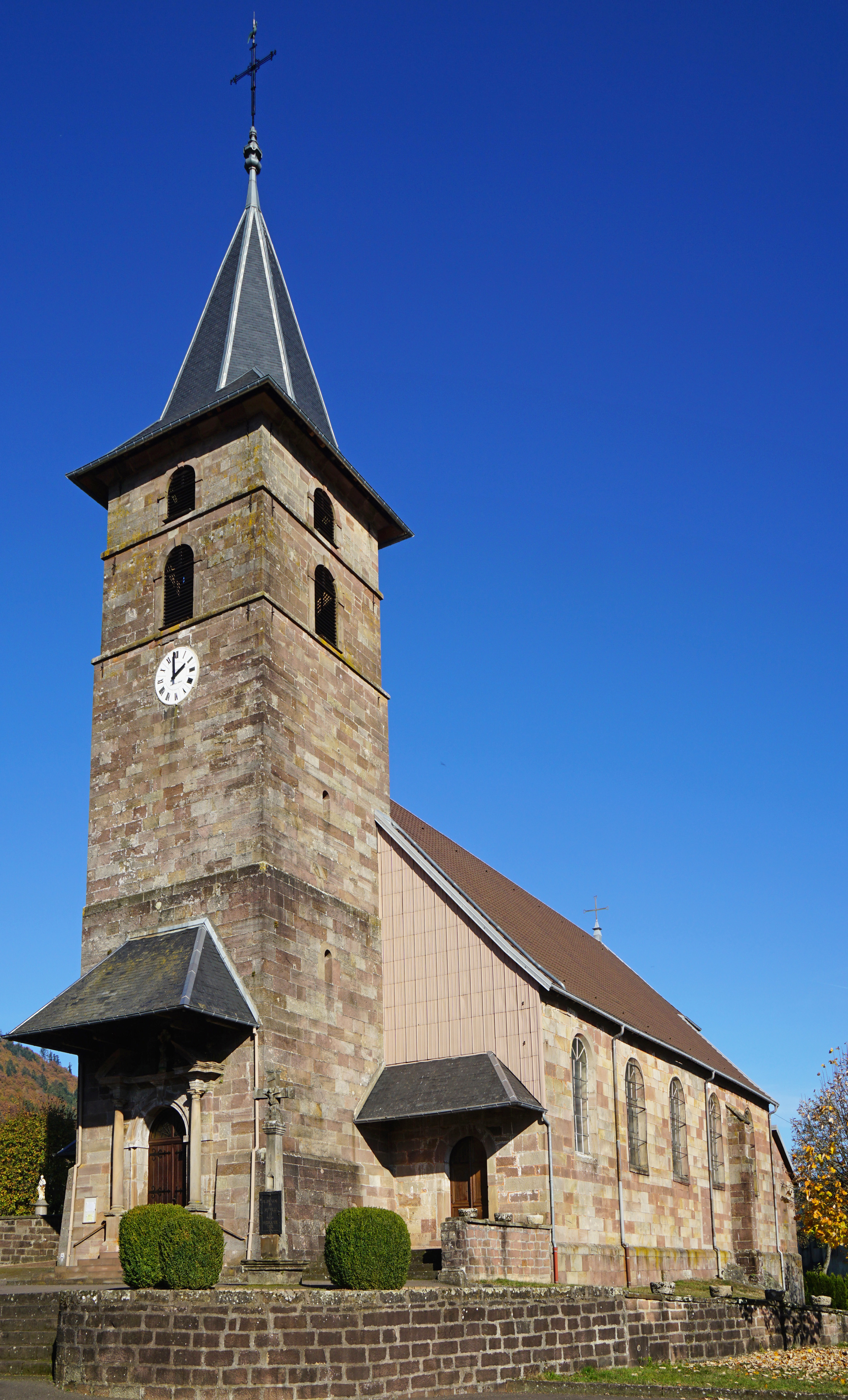
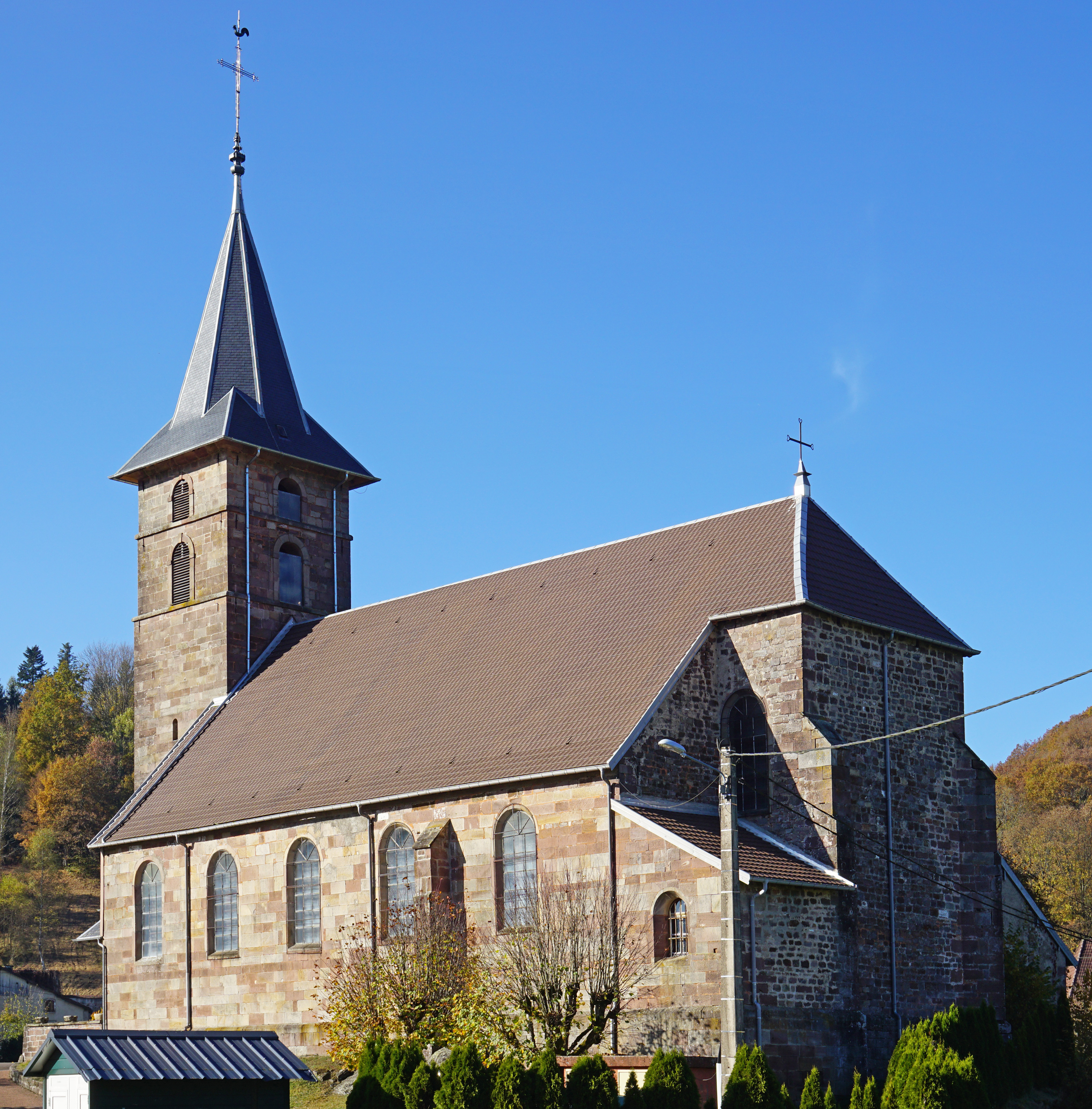
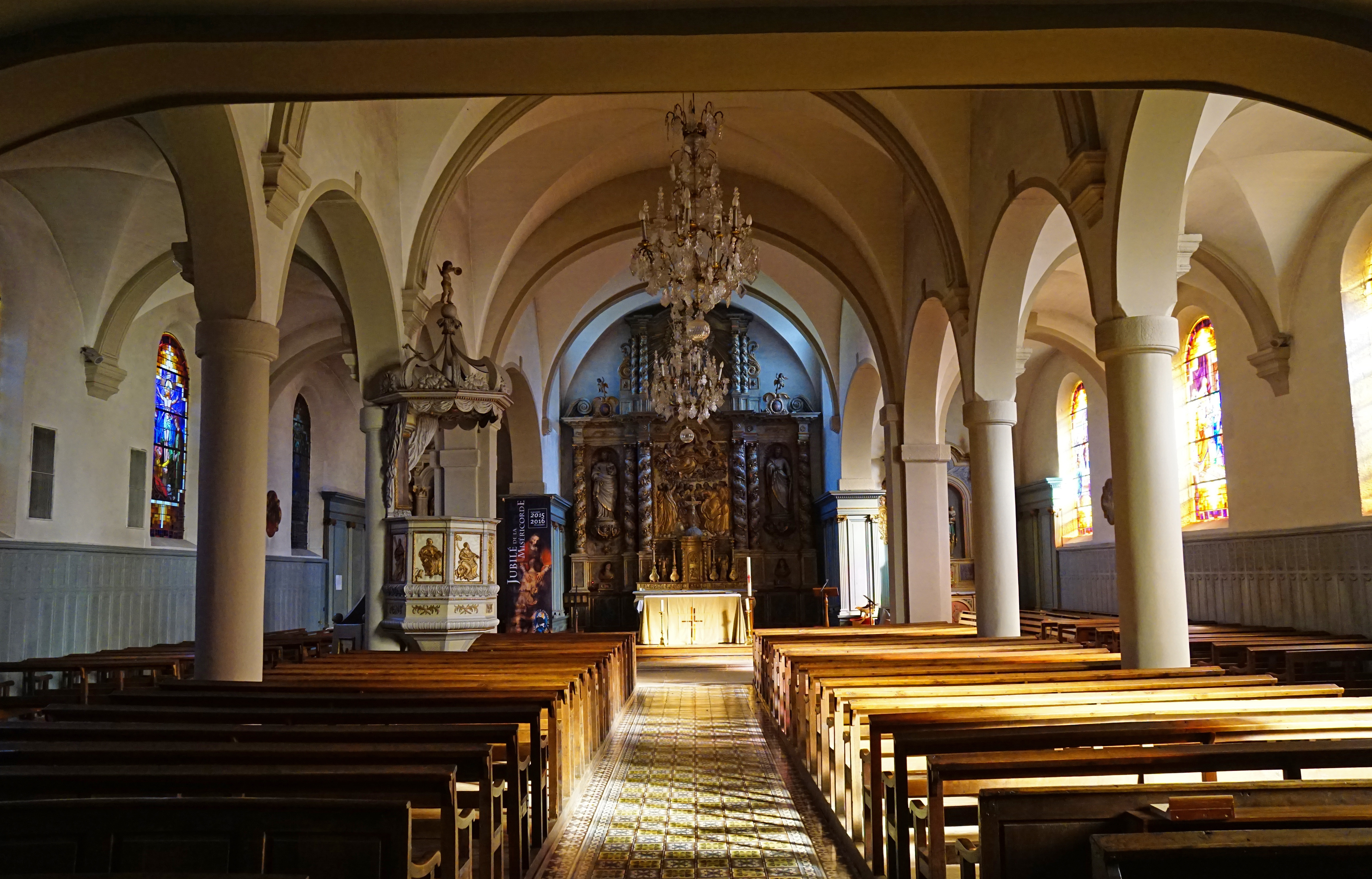
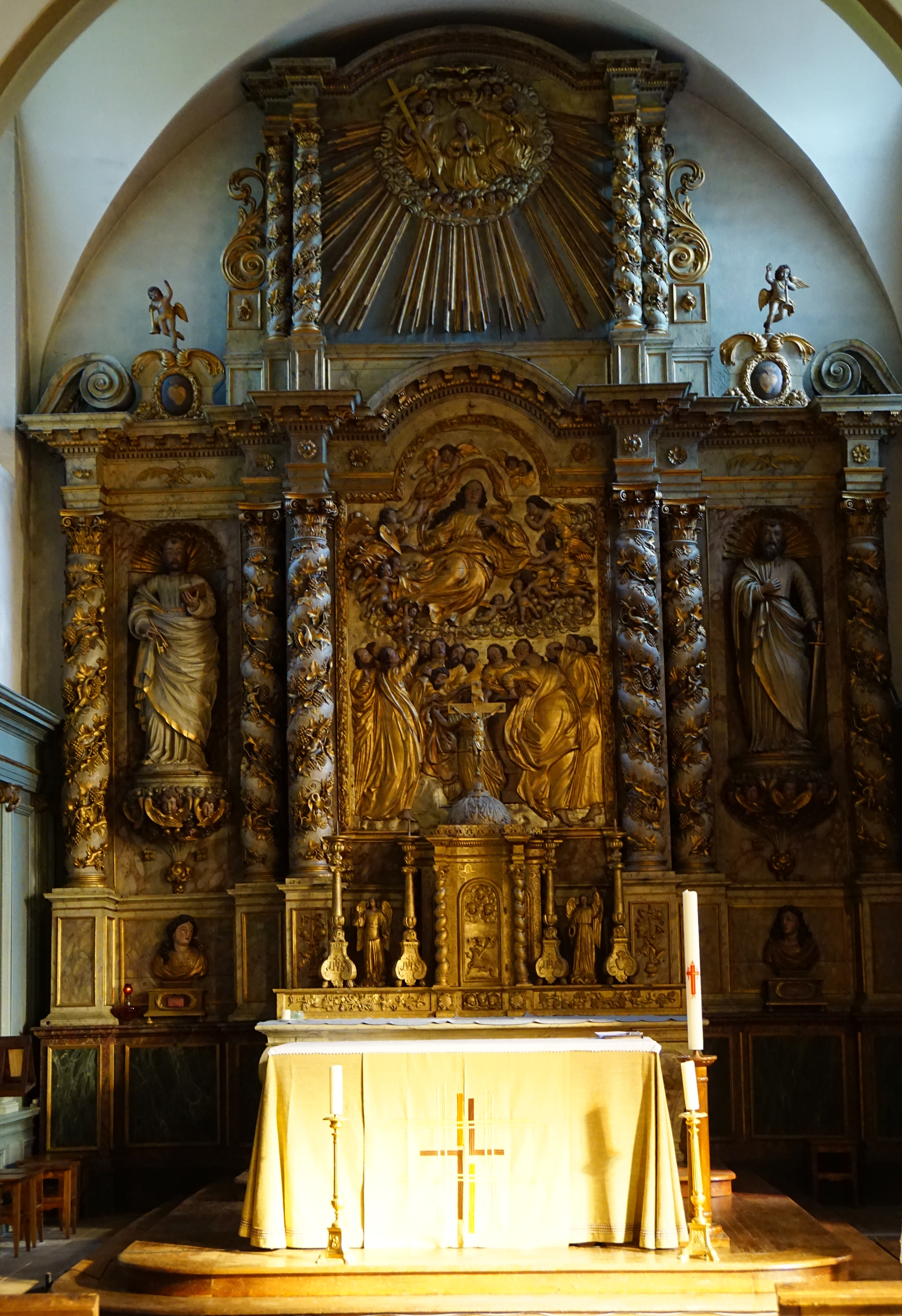
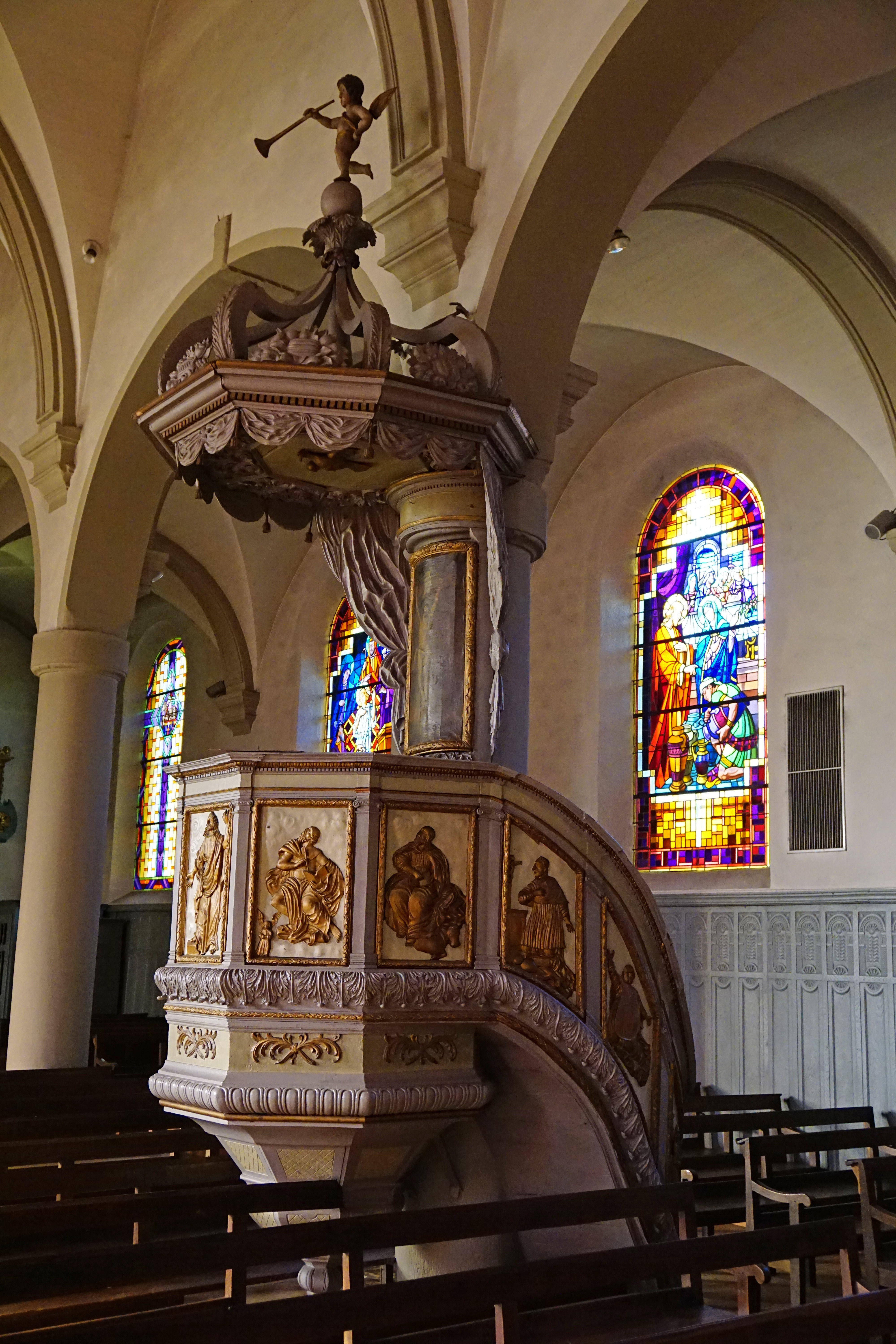

- La mairie-école construite au début du XXe siècle et répertoriée bâtiment historique.

La mairie-école.
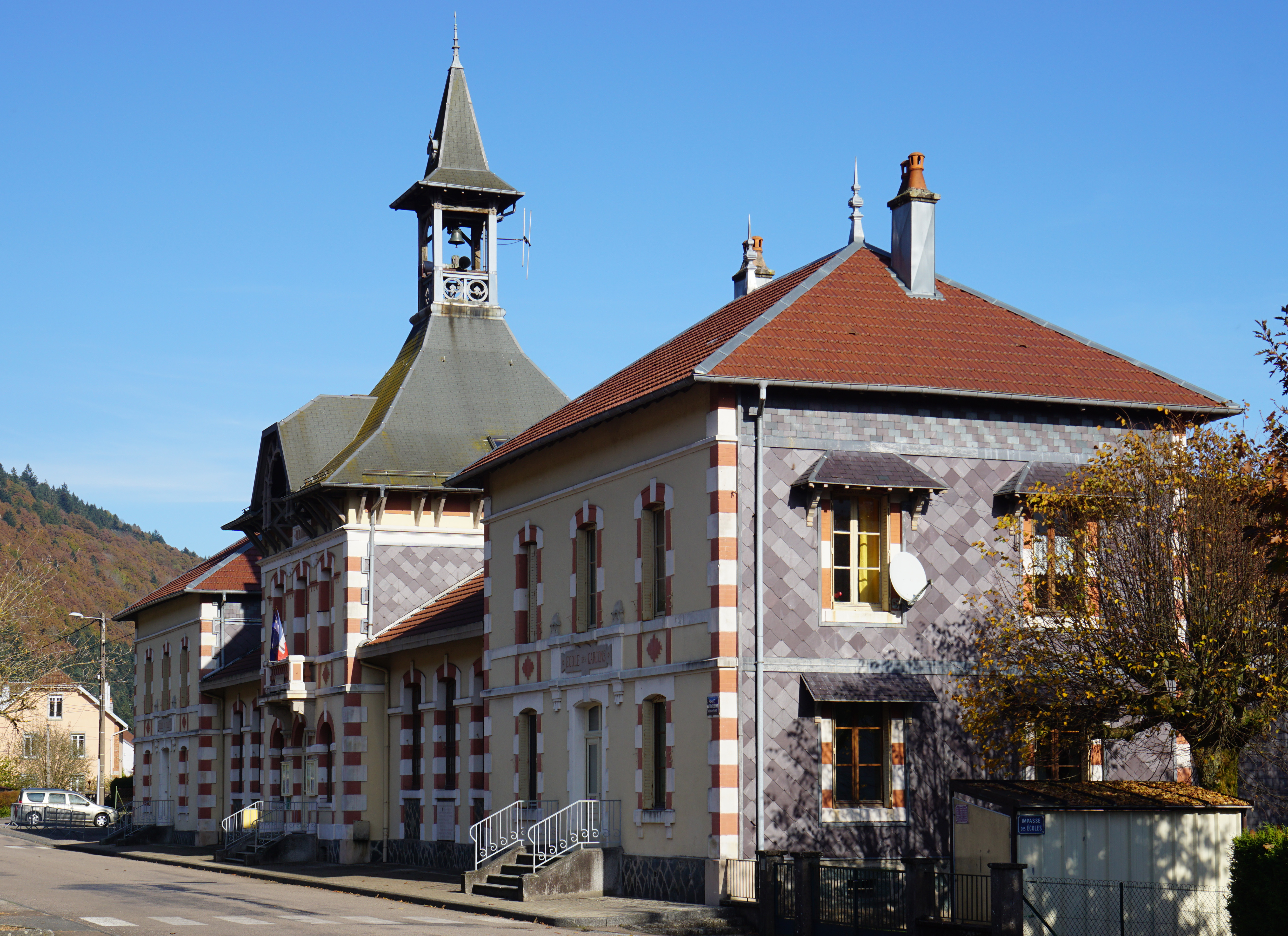
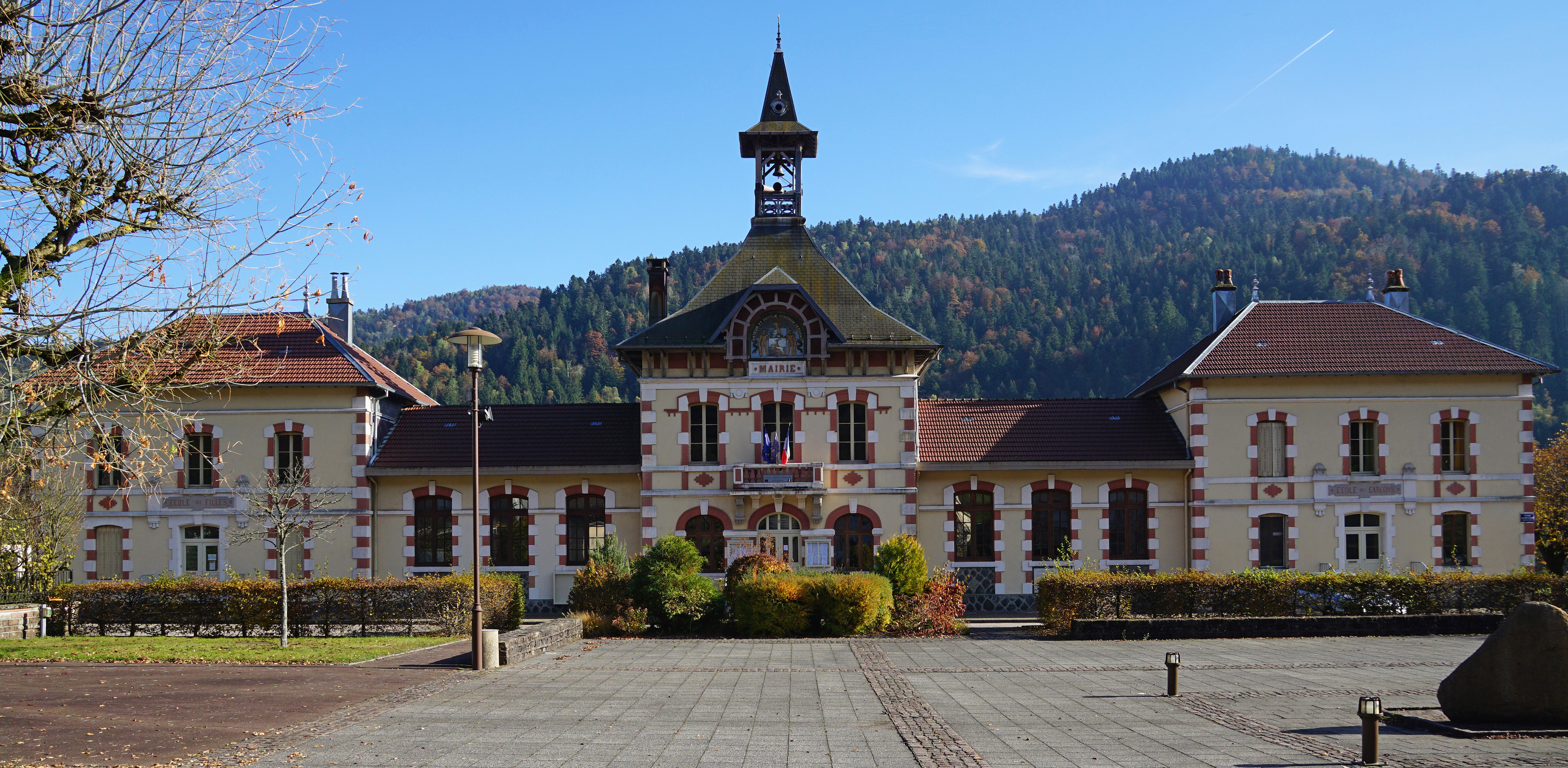
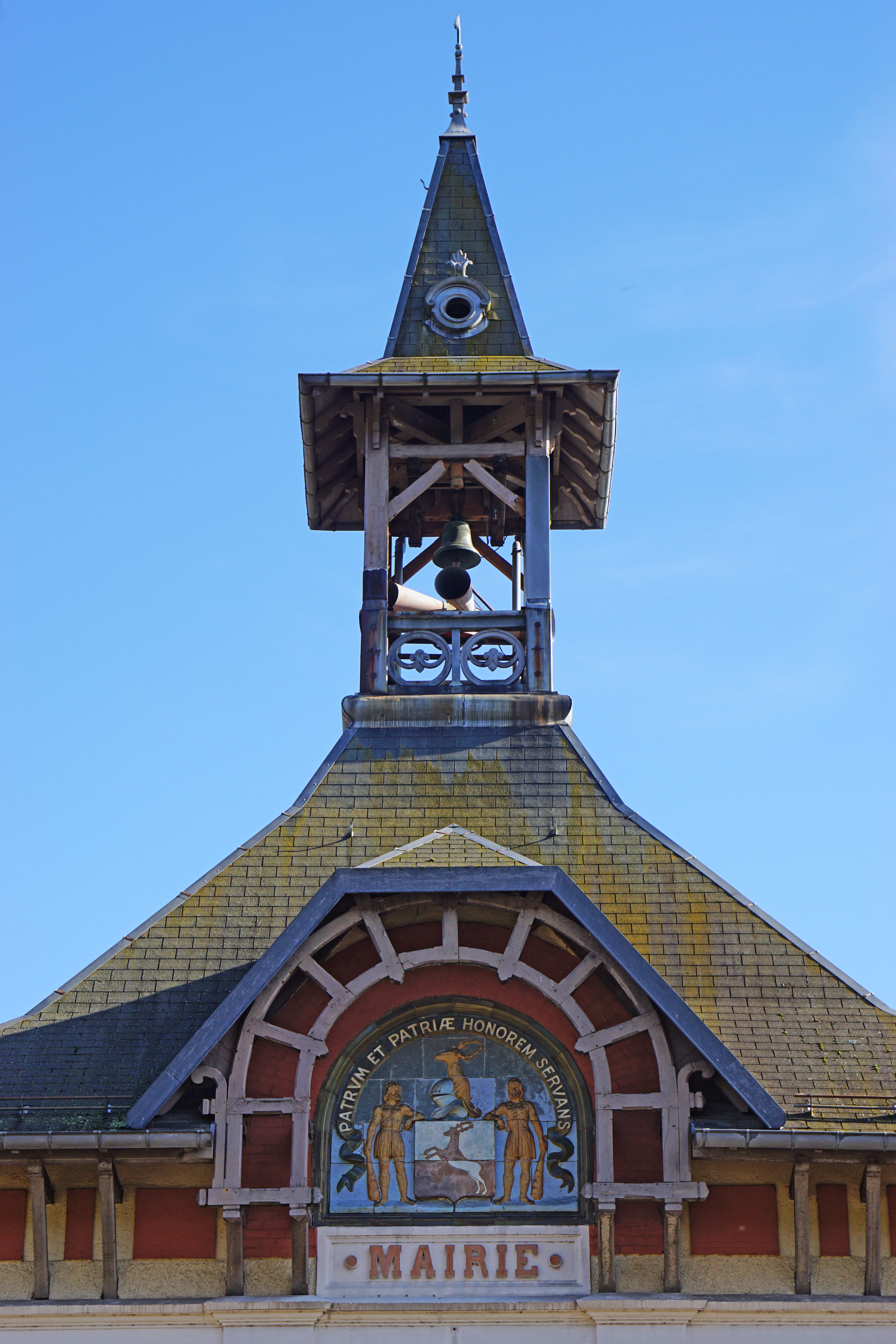
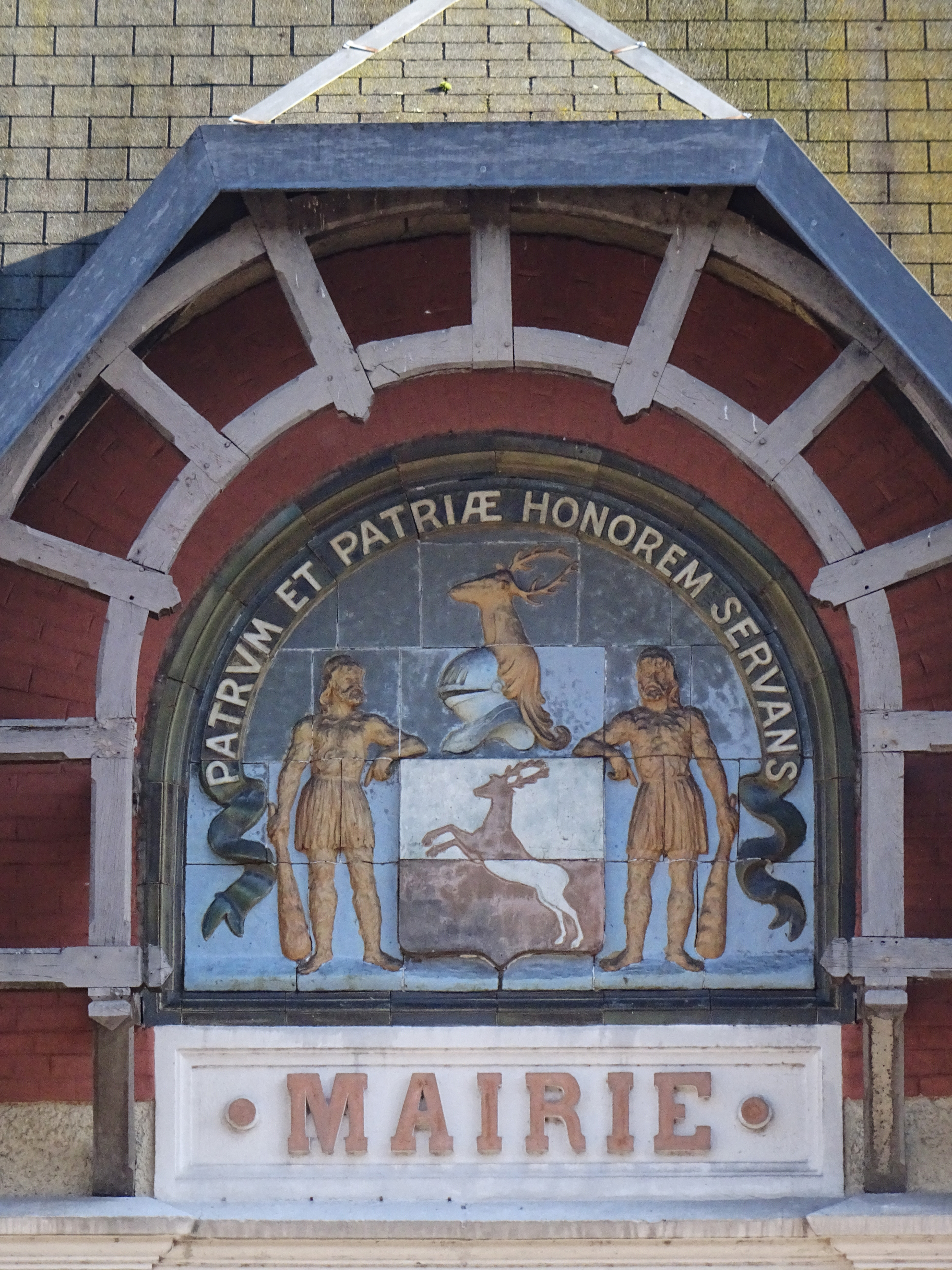
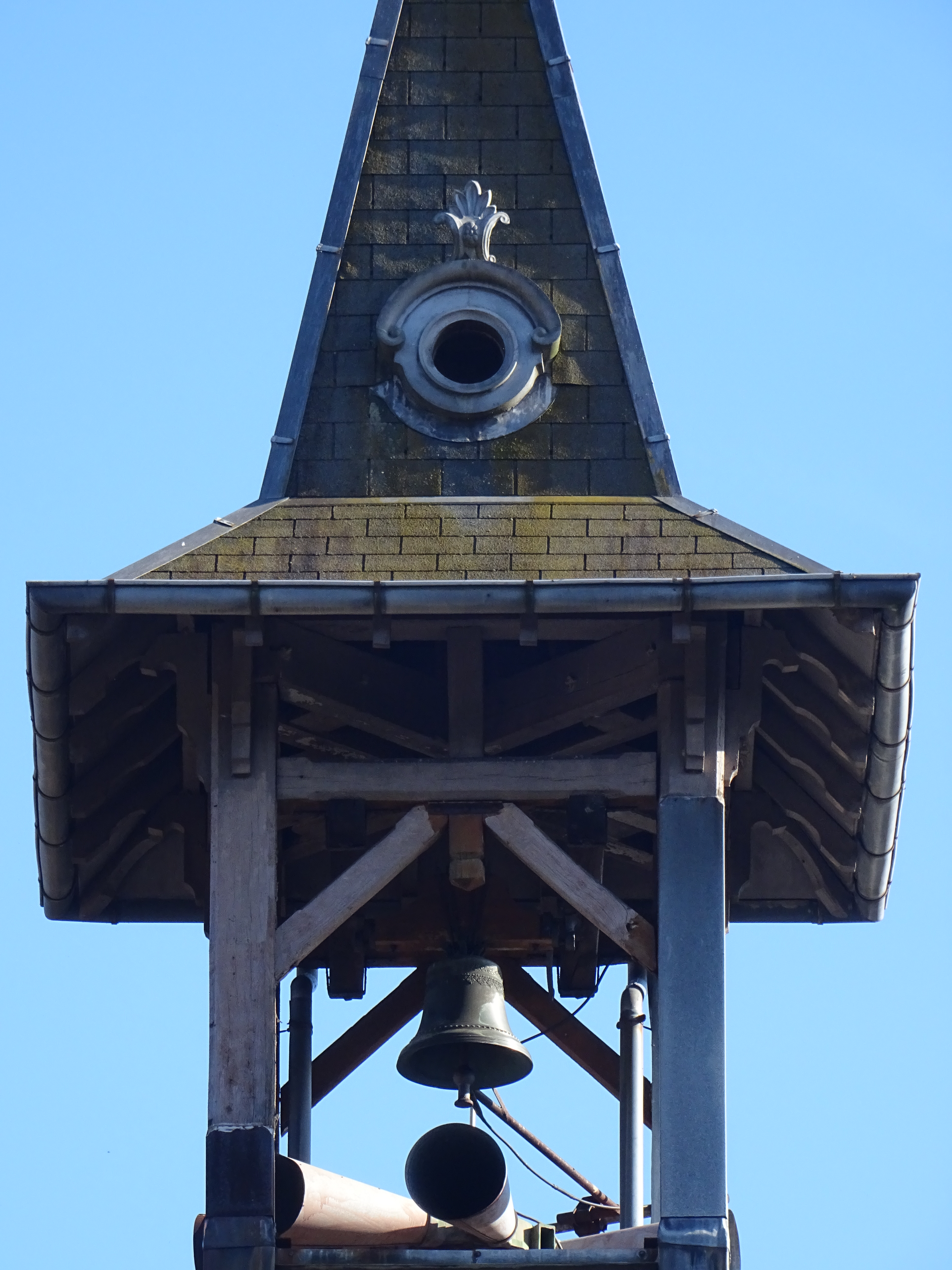

La commune dispose d'un monument aux morts en forme de Croix de guerre. Il existe également trois plaques commémoratives (celle de la 1er Régiment du Morvan, celle des combattants en Afrique du Nord et celle du carré militaire).

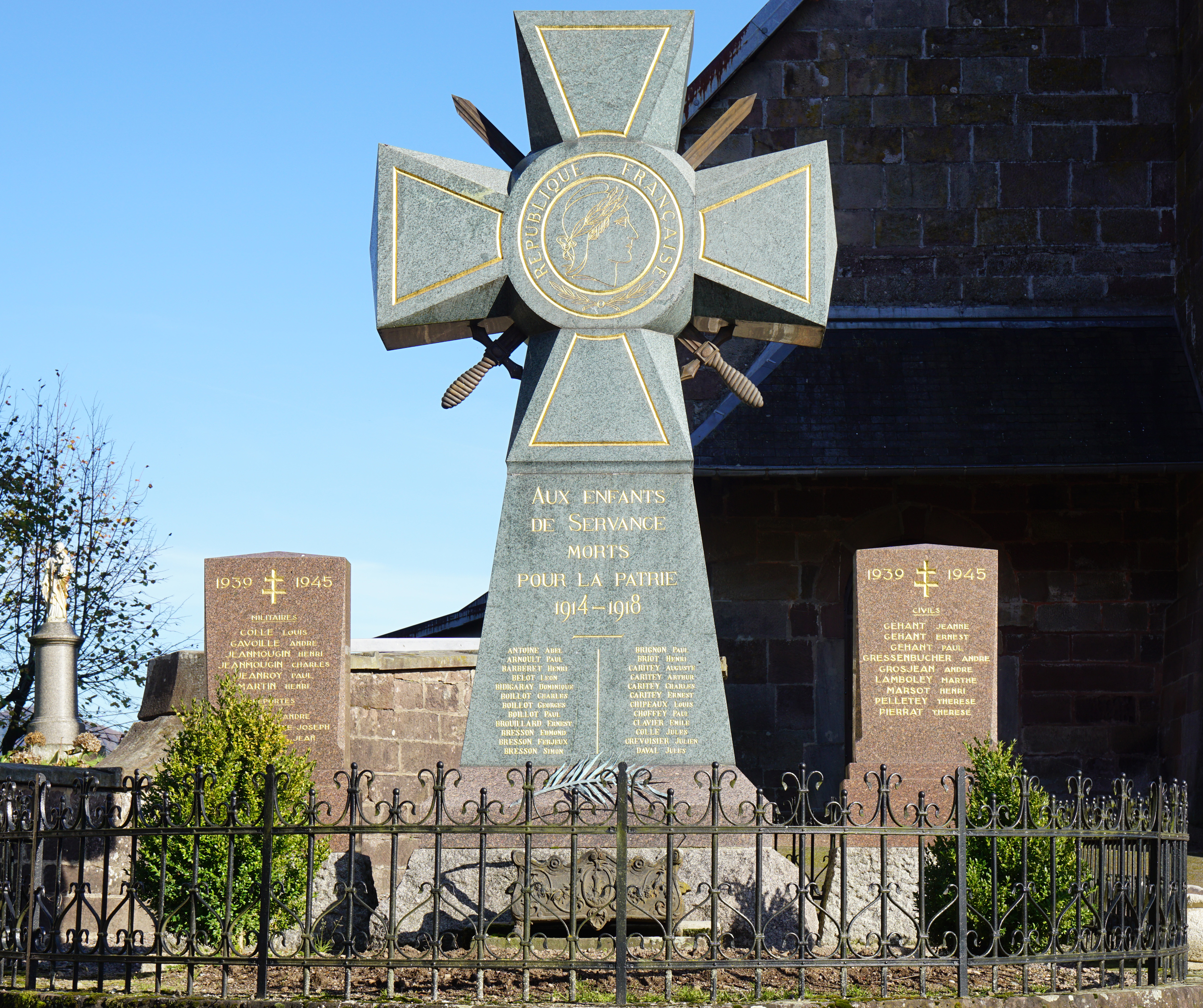
Le monument aux morts.
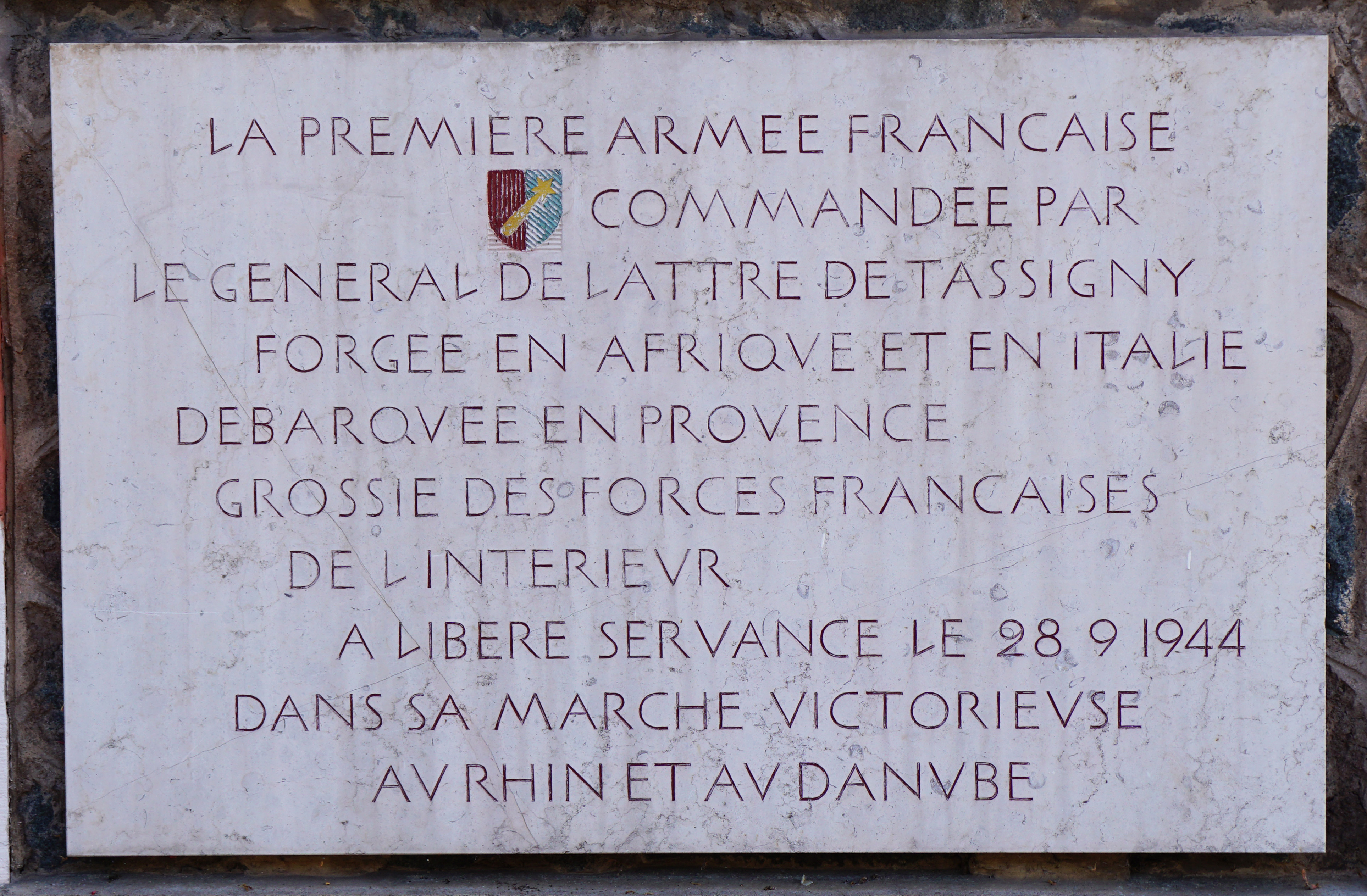
Plaque commémorative de la Libération.
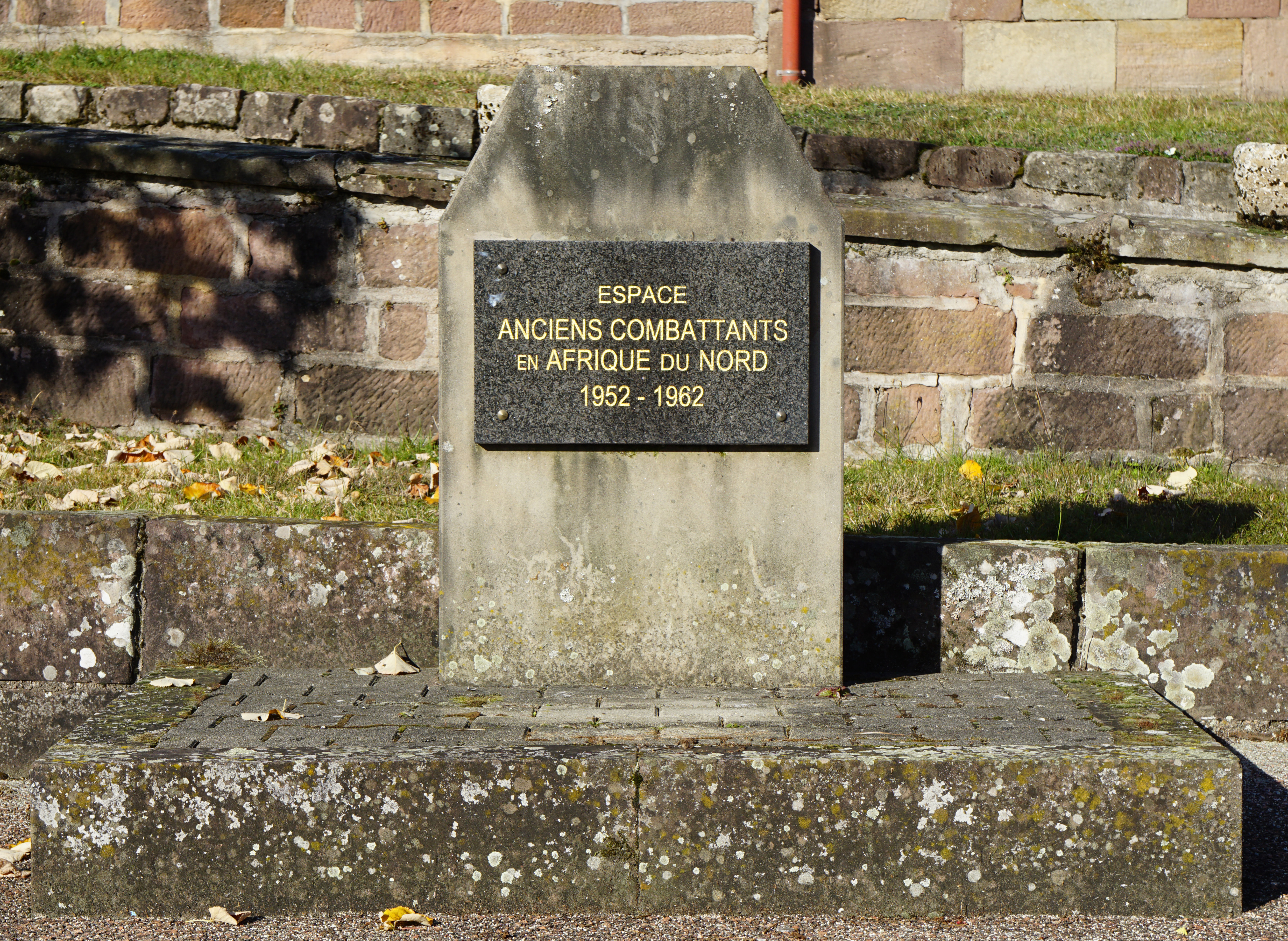
Hommage aux anciens combattants d'Afrique du nord.

- Le calvaire du Montandré, non daté, est situé sur un site élevé duquel on a une large vue sur les Vosges saônoises.
- Et aussi : le plateau des Grilloux, le ballon de Servance, le mont Cornu, les tourbières... L'étang du Boffy qui appartient à la région naturelle des Mille Étangs est un système de tourbière pourvu d'un vaste radeau flottant.

### Personnalités liées à la commune
- Alfred Clerget, homme politique
- Léon Cathlin (1882-1962) écrivain, poète, éditeur d'art
- Paul Remy (1894-1962), zoologiste et biologiste, né à Servance.
- Joseph-François Varelle, fondateur de la graniterie du Pont de Miellin.

### Héraldique
|  | Les armes de la commune se blasonnent ainsi : Coupé d’argent et de gueules au cerf grimpant de l’un en l’autre. |